# Wasmalve
De wasmalve (Malvaviscus arboreus) is een plant uit de kaasjeskruidfamilie (Malvaceae). 
Het is een rechtopstaande, tot 4 m hoge struik of zelden een tot 10 m hoge boom. De bladeren zijn afwisselend geplaatst en zeer variabel van vorm, van eirond tot langwerpig. De bladschijf is 7-21 × 4-16 cm groot; de basis is afgerond tot hartvormig. Het blad is toegespitst, vaak iets gelobd, meestal gezaagd en aan beide kanten behaard. Vanuit de basis van het blad ontspringen drie tot vijf hoofdnerven.
De alleenstaande, hangende tot opgerichte bloemen zijn felrood of zelden roze en 3-6 cm lang. De vijf kroonbladeren zijn tot een puntzak in elkaar gedraaid. Hieruit steekt een androgynofoor met daarop de stijl met tien stempeltakken en vele meeldraden. Aan de basis van de bloem zitten de smalle, behaarde buitenkelkbladen aan de voet van de 1-2 cm lange, twee tot vijfslippige kelk. De bloemen worden in hun natuurlijke verspreidingsgebied bestoven door kolibries. De vruchten zijn afgeplat bolvormig, 0,8–1,5 cm groot en rood tot blauwachtig van kleur. Het is een doosvrucht die vijfkleppig openklapt.
De wasmalve komt van nature voor van Zuid-Amerika tot in de zuidelijke Verenigde Staten. Wereldwijd wordt de plant als sierheester aangeplant.